# Nicolebertia carinatus
Nicolebertia carinatus is een keversoort uit de familie Passandridae. De wetenschappelijke naam van de soort is voor het eerst geldig gepubliceerd in 1830 door Westwood.